# Unterseeboot 1015
L'Unterseeboot 1015 ou U-1015 est un sous-marin allemand (U-Boot) de type VIIC/41 utilisé par la Kriegsmarine pendant la Seconde Guerre mondiale.
Le sous-marin est commandé le 23 mars 1942 à Hambourg (Blohm + Voss), sa quille posée le 5 avril 1943, il est lancé le 7 février 1944 et mis en service le 23 mars 1944, sous le commandement de l'Oberleutnant zur See Hans-Heinz Boos.
L'U-1015 ne coule ni n'endommage aucun navire n'ayant pris part à aucune patrouille de guerre.
II coule accidentellement lors d'une collision avec un autre U-Boot en mai 1944.

## Conception

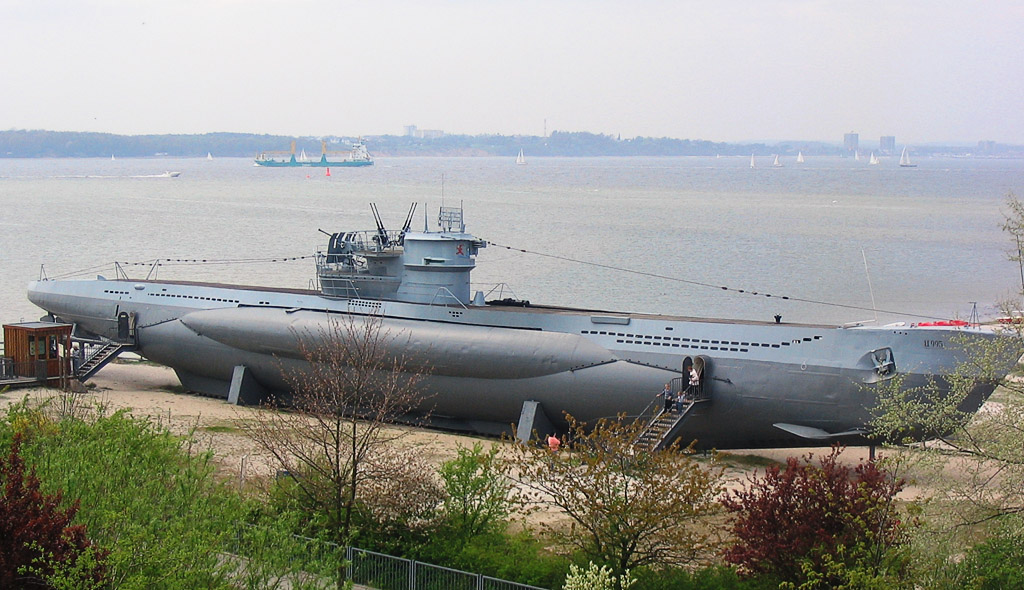
L'U-995 (de la même classe que l'U-1015) dans un musée naval en Allemagne.

Unterseeboot type VII, l'U-1015 avait un déplacement de 769 tonnes en surface et 871 tonnes en plongée. Il avait une longueur hors-tout de 67,10 m, un maître-bau de 6,20 m, une hauteur de 9,60 m et un tirant d'eau de 4,74 m. Le sous-marin était propulsé par deux hélices de 1,23 m, deux moteurs diesel Germaniawerft M6V 40/46 de 6 cylindres en ligne de 1 400 cv à 470 tr/min, produisant un total de 2 060 à 2 350 kW en surface et de deux moteurs électriques Brown, Boveri & Cie GG UB 720/8 de 375 cv à 295 tr/min, produisant un total 550 kW, en plongée. Le sous-marin avait une vitesse en surface de 17,7 nœuds (32,8 km/h) et une vitesse de 7,6 nœuds (14,1 km/h) en plongée. Immergé, il avait un rayon d'action de 80 milles marins (150 km) à 4 nœuds (7,4 km/h; 4,6 milles par heure) et pouvait atteindre une profondeur de 230 m. En surface son rayon d'action était de 8 500 milles nautiques (soit 15 700 km) à 10 nœuds (19 km/h).
L'U-1015 était équipé de cinq tubes lance-torpilles de 53,3 cm (quatre montés à l'avant et un à l'arrière) et embarquait quatorze torpilles. Il était équipé d'un canon de 8,8 cm SK C/35 (220 coups), d'un canon antiaérien de 20 mm Flak et d'un canon 37 mm Flak M/42 qui tire à 15 350 mètres avec une cadence théorique de 50 coups par minute. Il pouvait transporter 26 mines TMA ou 39 mines TMB. Son équipage comprenait 4 officiers et 40 à 56 sous-mariniers.

## Historique
Il passe son temps d'entraînement initial à la 31. Unterseebootsflottille jusqu'à son accident.
L'U-1015 coule accidentellement pendant un exercice le 19 mai 1944, en mer Baltique à l'ouest de Pillau, à la position 55° 09′ 06″ N, 19° 11′ 06″ E, après sa collision avec l'U-1014.
Trente-six des cinquante membres d'équipage meurent dans cet accident.

## Affectations
- 31. Unterseebootsflottille du 23 mars 1944 au 19 mai 1944 (Période de formation).

## Commandement
- Oberleutnant zur See Hans-Heinz Boos du 23 mars 1944 au 19 mai 1944.